# Excelsior Milano
L'Excelsior Milano è stata una squadra di hockey su ghiaccio di Milano. La squadra nacque nel 1930 e disputò, senza grandi risultati, tre campionati di serie A (stagioni 1930/31, 1931/32 e 1932/33) prima di diventare la sezione hockeistica del Milan Football Club, ossia l'Hockey Club Diavoli Rossoneri Milano.